# Essau Kanyenda
Essau Boxer Kanyenda (Dedza, 27 september 1982) is een voormalig Malawisch voetballer die onder meer speelde voor Polokwane City en het Malawisch voetbalelftal. Hij speelt als aanvaller.

## Carrière

### Afrika
Kanyenda begion zijn carrière in 1998 de Eerste Divisie van Malawi. In 1999 tekende hij een contract bij FC Dwasco en speelde hij in de TNM Super League. Bij deze club beleefde hij zijn meest succesvolle periode en scoorde hij wel veertig keer.
Tussen 2001 en 2003 speelde hij voor het Zuid-Afrikaanse Jomo Cosmos.

### Rusland
Na Jomo Cosmos vertrok Kanyenda in 2003 naar Rusland, waar hij negen jaar lang voor onder andere FK Rostov, Lokomotiv Moskou en FK Rotor Volgograd speelde.
Na een korte uitstap naar het Deense Boldklubben keerde hij terug naar Zuid-Afrika.

### Terug naar Afrika
Sinds september 2012 speelt Kanyeda weer in Zuid-Afrika, voor Polokwane City